# Joseph Ceesay
Lars Joseph Ceesay (Stoccolma, 3 giugno 1998) è un calciatore gambiano con cittadinanza svedese, difensore o centrocampista dell'Empoli e della nazionale gambiana.

## Biografia
È fratello maggiore di Jesper Ceesay, anch'egli calciatore professionista, di ruolo centrocampista. Suo padre Lamin, inoltre, è un ex calciatore con un passato nella nazionale del Gambia.

## Carriera

### Club
Cresciuto nel settore giovanile del Djurgården, trascorre i primi anni della carriera senior nelle serie inferiori del calcio svedese, con i prestiti a Vasalund, Frej, Brage e Dalkurd. Nel 2020 si trasferisce all'Helsingborg con cui debutta in Allsvenskan giocando l'incontro perso 3-0 contro il Varberg. A fine stagione la squadra retrocede in Superettan, mentre Ceesay sfrutta una clausola che gli permette di svincolarsi.
Il 14 gennaio 2021 viene ingaggiato a parametro zero dai polacchi del Lechia Danzica con un contratto di due anni e mezzo.
La sua permanenza in Polonia dura in realtà solo fino al luglio 2022, quando viene acquistato dai campioni di Svezia in carica del Malmö FF con cui firma un accordo di quattro anni e mezzo. Nella rimanente parte di stagione (in quanto il campionato locale era iniziato ad aprile) totalizza 10 presenze, mentre l'anno seguente sotto la guida del nuovo tecnico Henrik Rydström colleziona 19 presenze, di cui 10 da titolare, in una squadra che nel frattempo torna a vincere il titolo nazionale.
Nel gennaio 2024 è molto vicino ad approdare al Verona al punto tale da svolgere anche le visite mediche con il club scaligero, ma il trasferimento non viene poi finalizzato. Prima dell'inizio dell'Allsvenskan 2024 viene così girato in prestito fino al mese di giugno all'IFK Norrköping, dove gioca per la prima volta al fianco del fratello minore Jesper anche se solo per poche partite.
Il 26 luglio 2024 passa in prestito con diritto di riscatto al Cesena. Il 18 dicembre segna la sua prima rete con i romagnoli, firmando la rete della bandiera nella sconfitta per 6-1 in casa dell'Atalanta negli ottavi di finale di Coppa Italia.
Il 17 luglio 2025 viene acquistato dall'Empoli.

### Nazionale
Ha giocato nella nazionale svedese Under-19.
Successivamente viene convocato dal Gambia, nazionale delle sue origini, con cui esordisce (alla prima convocazione) il 4 settembre 2024 nel pareggio per 1-1 in casa delle Comore.

## Statistiche

### Presenze e reti nei club
Statistiche aggiornate al 17 maggio 2025.
| Stagione              | Squadra               | Campionato            | Campionato | Campionato | Coppe nazionali | Coppe nazionali | Coppe nazionali | Coppe continentali | Coppe continentali | Coppe continentali | Altre coppe | Altre coppe | Altre coppe | Totale | Totale |
| Stagione              | Squadra               | Comp                  | Pres       | Reti       | Comp            | Pres            | Reti            | Comp               | Pres               | Reti               | Comp        | Pres        | Reti        | Pres   | Reti   |
| --------------------- | --------------------- | --------------------- | ---------- | ---------- | --------------- | --------------- | --------------- | ------------------ | ------------------ | ------------------ | ----------- | ----------- | ----------- | ------ | ------ |
| 2017                  | Vasalund              | D1                    | 3          | 1          | CS              | 0               | 0               | -                  | -                  | -                  | -           | -           | -           | 3      | 1      |
| 2017                  | Frej                  | S1                    | 11+1       | 1+0        | CS              | 3               | 0               | -                  | -                  | -                  | -           | -           | -           | 15     | 1      |
| 2018                  | Frej                  | S1                    | 9          | 0          | CS              | 0               | 0               | -                  | -                  | -                  | -           | -           | -           | 9      | 0      |
| Totale Frej           | Totale Frej           | Totale Frej           | 21         | 1          |                 | 3               | 0               |                    | -                  | -                  |             | -           | -           | 24     | 1      |
| 2018                  | Djurgården            | A                     | 0          | 0          | CS              | 0               | 0               | UEL                | 0                  | 0                  | -           | -           | -           | 0      | 0      |
| 2018                  | Brage                 | S1                    | 10         | 2          | CS              | 0               | 0               | -                  | -                  | -                  | -           | -           | -           | 10     | 2      |
| 2019                  | Dalkurd               | S1                    | 26         | 6          | CS              | 4               | 0               | -                  | -                  | -                  | -           | -           | -           | 30     | 6      |
| 2020                  | Helsingborg           | A                     | 19         | 0          | CS              | 0               | 0               | -                  | -                  | -                  | -           | -           | -           | 19     | 0      |
| 2020-2021             | Lechia Danzica        | EK                    | 11         | 1          | CP              | 1               | 1               | -                  | -                  | -                  | -           | -           | -           | 12     | 2      |
| 2021-2022             | Lechia Danzica        | EK                    | 22         | 0          | CP              | 0               | 0               | -                  | -                  | -                  | -           | -           | -           | 22     | 0      |
| Totale Lechia Danzica | Totale Lechia Danzica | Totale Lechia Danzica | 33         | 1          |                 | 1               | 1               |                    | -                  | -                  |             | -           | -           | 34     | 2      |
| 2022                  | Malmö FF              | A                     | 10         | 0          | CS              | 0               | 0               | -                  | -                  | -                  | -           | -           | -           | 10     | 0      |
| 2023                  | Malmö FF              | A                     | 19         | 0          | CS              | 3               | 0               | UEL                | 8                  | 1                  | -           | -           | -           | 30     | 1      |
| 2024                  | Malmö FF              | A                     | 0          | 0          | CS              | 1               | 0               | -                  | -                  | -                  | -           | -           | -           | 1      | 0      |
| Totale Malmö FF       | Totale Malmö FF       | Totale Malmö FF       | 29         | 0          |                 | 4               | 0               |                    | 8                  | 1                  |             | -           | -           | 41     | 1      |
| 2024                  | IFK Norrköping        | A                     | 7          | 0          | CS              | 0               | 0               | -                  | -                  | -                  | -           | -           | -           | 7      | 0      |
| 2024-2025             | Cesena                | B                     | 28+1       | 0          | CI              | 3               | 1               | -                  | -                  | -                  | -           | -           | -           | 32     | 1      |
| 2025-2026             | Empoli                | B                     | 0          | 0          | CI              | -               | -               |                    | -                  | -                  |             | -           | -           | 0      | 0      |
| Totale carriera       | Totale carriera       | Totale carriera       | 177        | 11         |                 | 15              | 2               |                    | 8                  | 1                  |             | -           | -           | 200    | 14     |

### Cronologia presenze e reti in nazionale
| Cronologia completa delle presenze e delle reti in nazionale ― Gambia | Cronologia completa delle presenze e delle reti in nazionale ― Gambia | Cronologia completa delle presenze e delle reti in nazionale ― Gambia | Cronologia completa delle presenze e delle reti in nazionale ― Gambia | Cronologia completa delle presenze e delle reti in nazionale ― Gambia | Cronologia completa delle presenze e delle reti in nazionale ― Gambia | Cronologia completa delle presenze e delle reti in nazionale ― Gambia | Cronologia completa delle presenze e delle reti in nazionale ― Gambia |
| Data                                                                  | Città                                                                 | In casa                                                               | Risultato                                                             | Ospiti                                                                | Competizione                                                          | Reti                                                                  | Note                                                                  |
| --------------------------------------------------------------------- | --------------------------------------------------------------------- | --------------------------------------------------------------------- | --------------------------------------------------------------------- | --------------------------------------------------------------------- | --------------------------------------------------------------------- | --------------------------------------------------------------------- | --------------------------------------------------------------------- |
| 4-9-2024                                                              | El Jadida                                                             | Comore                                                                | 1 – 1                                                                 | Gambia                                                                | Qual. Coppa d'Africa 2025                                             | -                                                                     | 64’                                                                   |
| 8-9-2024                                                              | El Jadida                                                             | Gambia                                                                | 1 – 2                                                                 | Tunisia                                                               | Qual. Coppa d'Africa 2025                                             | -                                                                     |                                                                       |
| 11-10-2024                                                            | Casablanca                                                            | Madagascar                                                            | 1 – 1                                                                 | Gambia                                                                | Qual. Coppa d'Africa 2025                                             | -                                                                     | 71’                                                                   |
| 14-10-2024                                                            | El Jadida                                                             | Gambia                                                                | 1 – 0                                                                 | Madagascar                                                            | Qual. Coppa d'Africa 2025                                             | -                                                                     | 30’                                                                   |
| 18-11-2024                                                            | Tunisi                                                                | Tunisia                                                               | 0 – 1                                                                 | Gambia                                                                | Qual. Coppa d'Africa 2025                                             | -                                                                     |                                                                       |
| 20-3-2025                                                             | Abidjan                                                               | Gambia                                                                | 3 – 3                                                                 | Kenya                                                                 | Qual. Mondiali 2026                                                   | -                                                                     |                                                                       |
| 24-3-2025                                                             | Abidjan                                                               | Costa d'Avorio                                                        | 1 – 0                                                                 | Gambia                                                                | Qual. Mondiali 2026                                                   | -                                                                     |                                                                       |
| Totale                                                                |                                                                       | Presenze                                                              | 7                                                                     |                                                                       | Reti                                                                  | 0                                                                     |                                                                       |

## Palmarès

### Club

#### Competizioni nazionali
- Campionato svedese: 1

Malmö FF: 2023
- Coppa di Svezia: 1

Malmö FF: 2023-2024